# Жильерон, Жюль
Жюль Жильеро́н (фр. Jules Gilliéron; 21 декабря 1854, Ла-Нёввиль — 26 апреля 1926, Лигерц) — швейцарский лингвист, глава школы «лингвистической географии»:108.

## Биография
В 1875 году Ж. Жильерон окончил академию в Нёвшателе, позднее учился в Базеле и Париже. С 1876 года и до конца жизни занимал место профессора в Практической школе высших исследований, преподавал французскую диалектологию и немецкий язык в колледже Шапталь.
Ж. Жильерон — основатель Французского диалектологического общества.

## Научная деятельность
Школа «лингвистической географии», главой которой был Ж. Жильерон, впервые обратилась к картографированию лингвистических явлений, ввела понятие изоглоссы. Исследования школы показали, что границы диалектов носят нечёткий характер и изоглоссы различных явлений не совпадают между собой:108.
В 1902—1912 годах Ж. Жильерон совместно с Э. Эдмоном выпустил семитомный атлас французских диалектов, включавший 1920 карт и описывавший географию распространения отдельных слов.